# You Pay Your Money
You Pay Your Money é um filme policial produzido no Reino Unido e lançado em 1957.